# Mockrehna
Mockrehna è un comune della Sassonia, in Germania.
Appartiene al circondario della Sassonia Settentrionale.